# Puccinia clavata
Puccinia clavata är en svampart som beskrevs av P. Syd. & Syd. 1903. Puccinia clavata ingår i släktet Puccinia och familjen Pucciniaceae.   Inga underarter finns listade i Catalogue of Life.